# Aerangis macrocentra
Aerangis macrocentra är en orkidéart som först beskrevs och senare fick sitt nu gällande namn av Rudolf Schlechter. 
Aerangis macrocentra ingår i släktet Aerangis och familjen orkidéer. Artens utbredningsområde är Madagaskar. Inga underarter finns listade i Catalogue of Life.